# أليكس مكارثي
أليكس مكارثي (بالإنجليزية: Alex McCarthy) مواليد 3 ديسمبر 1989 في غلدفورد، هو لاعب كرة قدم إنجليزي يلعب مع نادي ساوثهامبتون كحارس مرمى. مثّل منتخب إنجلترا لكرة القدم.

## مرحلة الشباب

### أندية لعب لها
- نادي ريدينغ

## المسيرة الاحترافية

### أندية لعب لها
- نادي ريدينغ
- كوينز بارك رينجرز
- كريستال بالاس

## روابط خارجية
- أليكس مكارثي على موقع الاتحاد الأوربي (الإنجليزية)
- أليكس مكارثي على موقع قاعدة بيانات كرة القدم.إي يو (الإنجليزية)
- أليكس مكارثي على موقع ناشيونال فوتبول تيمز (الإنجليزية)
- أليكس مكارثي على موقع Soccerbase.com (لاعب) (الإنجليزية)
- أليكس مكارثي على موقع Soccerway.com (الإنجليزية)
- أليكس مكارثي على موقع عالم كرة القدم.نت (الإنجليزية)
- أليكس مكارثي على موقع أوليمبيديا (الإنجليزية)
- أليكس مكارثي على موقع AS.com (الإسبانية)